# Сепінш
Сепінш (порт. Sepins; МФА: [sɨ.ˈpĩʃ]) — парафія в Португалії, у муніципалітеті Кантаньєде. Розташована в західній частині країни, на теренах історичної португальської провінції Бейра. Входить до складу округу Коїмбра. За адміністративним поділом, чинним до 1976 року, терени парафії були складовою провінції Берегова Бейра. Належить до Коїмбрської діоцезії Католицької церкви. Патрон — Іван Хреститель. Площа — 10,9910 км². Населення — 1076 ос. (2011). Середньо урбанізований регіон. Густота населення — 97,9 осіб/км²
. Код — 060213.

## Населення
| Кількість мешканців | Кількість мешканців | Кількість мешканців | Кількість мешканців | Кількість мешканців | Кількість мешканців | Кількість мешканців | Кількість мешканців | Кількість мешканців | Кількість мешканців | Кількість мешканців | Кількість мешканців | Кількість мешканців | Кількість мешканців | Кількість мешканців |
| ------------------- | ------------------- | ------------------- | ------------------- | ------------------- | ------------------- | ------------------- | ------------------- | ------------------- | ------------------- | ------------------- | ------------------- | ------------------- | ------------------- | ------------------- |
| 1864                | 1878                | 1890                | 1900                | 1911                | 1920                | 1930                | 1940                | 1950                | 1960                | 1970                | 1981                | 1991                | 2001                | 2011                |
| 876                 | 952                 | 967                 | 989                 | 1 028               | 1 039               | 1 144               | 1 301               | 1 498               | 1 444               | 1 373               | 1 329               | 1 276               | 1 200               | 1 076               |